# Batam (città)
Batam è un'isola, un comune e la più grande città (sull'isola) nella provincia di Riau Islands in Indonesia.
Si tratta di una zona di libero scambio, come parte del Triangolo di crescita Sijori, ed è situata a 20 km (12 miglia) al largo di Singapore nella costa sud. Ha un'estensione di 715 km² (276 miglia quadrate) è quasi identica per dimensioni a Singapore. Ha una popolazione di 1.153.860 (aprile 2012) ed è servita dall'aeroporto internazionale di Hang Nadim.